# Coleophora bucovinella
Coleophora bucovinella é uma espécie de mariposa do gênero Coleophora pertencente à família Coleophoridae.